# ルキウス・ユニウス・ブルトゥス
ルキウス・ユニウス・ブルトゥス（ラテン語: Lucius Iunius Brutus）は、共和政ローマの実質的な設立者。紀元前509年、第7代ローマ王タルクィニウス・スペルブスを追放して共和政を布き、初代執政官（コンスル）に就任した。

## 王政下での経歴
リウィウスによると、ルキウスはタルクィニウス・スペルブスの姉妹の子だという。ブルトゥス家はタルクィニウス王家に対して憎悪を抱いており、元老院で強力な指導力を発揮し始めたルキウスの兄弟が殺害されるなど深刻な対立関係にあった。王家による危険分子への粛清の嵐が吹き荒れる中、ルキウスはわざと愚鈍な人間を装い、粛清を逃れる事に成功した。国王タルクィニウスはルキウスを無能だと侮り、彼なら自分の王位への脅威にはならないと判断して自らの側近に取り立てた。彼のあだ名「ブルトゥス」は「阿呆」の意味であり、これは彼がいかに軽く見られていたかを物語っている。

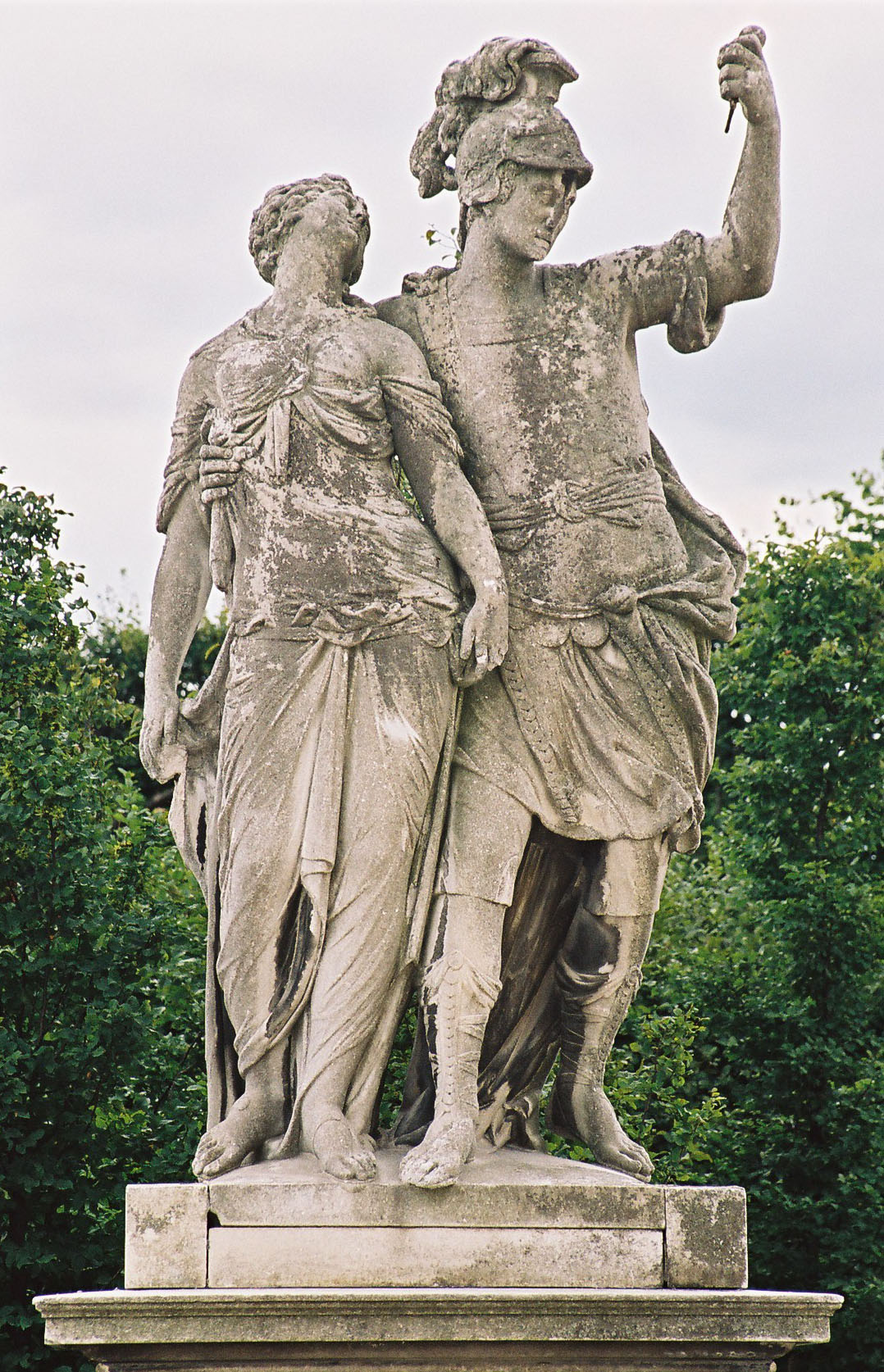
Ignaz Franz Platzer作『ルクレティアの遺体に復讐を誓うブルトゥス』。

王の信任を得たブルトゥスは王の息子たちとギリシアのデルポイに神託を伺いに赴いた。その折、タルクィニウスの息子が「次の王は誰になるか？」と聞いたところ、「母なるものに最初に接吻する者」と返ってきた。王の息子たちは帰国後どちらが先に母親に接吻するかくじ引きで決めようとしたが、「母なるもの」を「大地」と解釈したブルトゥスは転んだフリをして地面に接吻したと言う。そしてローマに戻ると、ルトゥリ人の住む都市アルデーアへの遠征が待っていた。

## 共和政の樹立
ブルトゥスがローマから離れていた間に、近親の既婚女性ルクレティアがタルクィニウスの息子で王子のセクストゥス・タルクィニウスに強姦され、辱めを受けたルクレティアが自らの胸を短刀で貫いて自殺するという事件が起きた。伝説では、この場に居合わせたブルトゥスが息絶えたルクレティアの胸に刺さった小刀を手に取り、「タルクィニウスにも他の何人にも、ローマで王たるを許すまじ」と居合わせた人々にも誓わせ、民衆にも武器を取るよう扇動したという。
ブルトゥスの熱弁によってこれまで王の建設事業に酷使されていた市民たちは不満を爆発させ、国王タルクィニウスとその一族をエトルリアへと追放することが決議された。以後は王を置かず本来は王の諮問機関であった元老院に政務を担わせることとし、元老院の代表として2人の定員でプラエトルという役職を設置、亡きルクレティアの夫ルキウス・タルキニウス・コッラティヌスと共に自ら就任した。

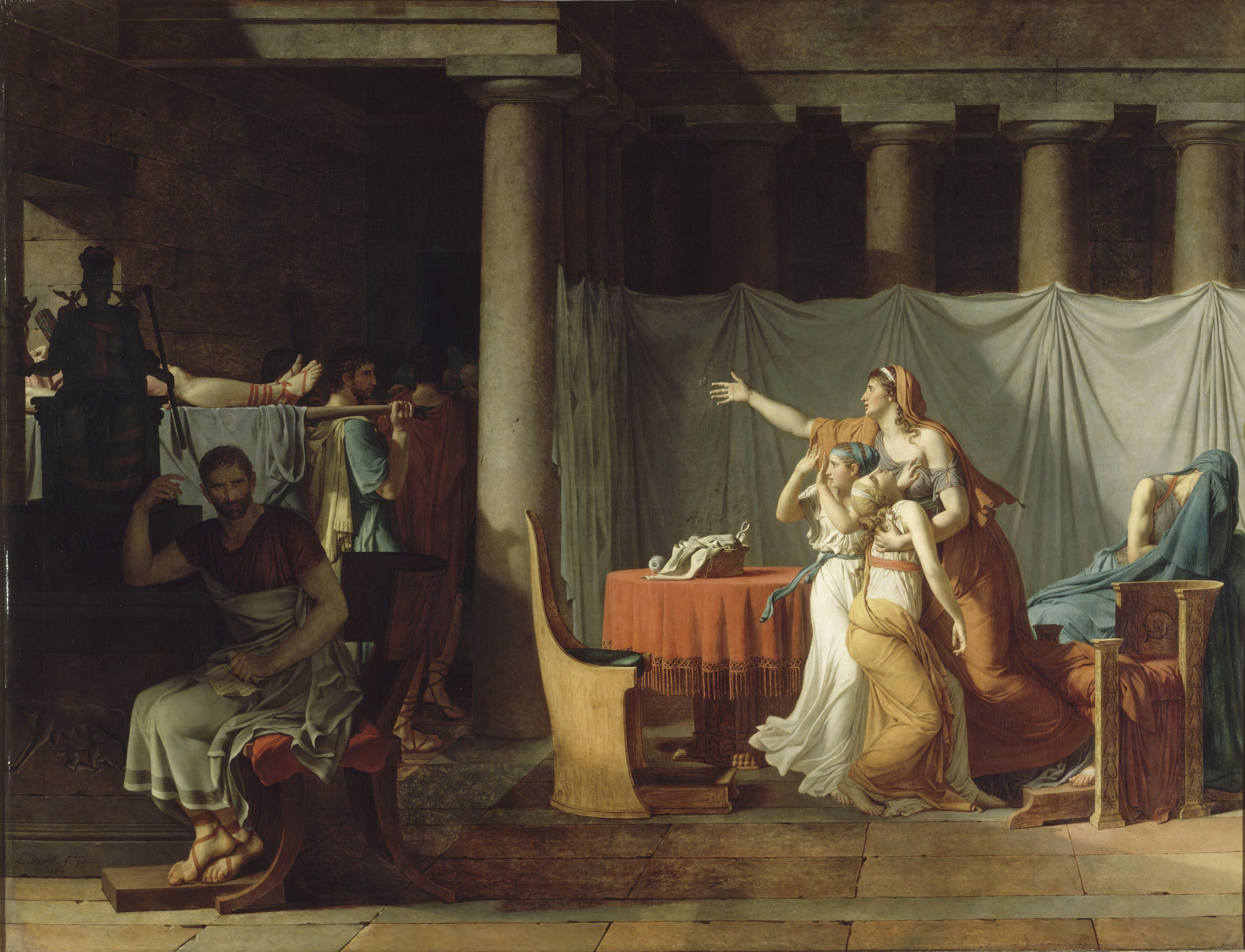
ジャック＝ルイ・ダヴィッドの『ブルートゥス邸に息子たちの遺骸を運ぶ警士たち』。ルーヴル美術館所蔵。

その後もコッラティヌスのローマ退去や、王の財産返還交渉に来ていた使節が行っていた内通工作の陰謀が明るみに出るなど受難が続くが、ブルトゥスは陰謀に加担していた自分の息子ティトゥスを容赦無く処刑するなど断固とした態度で挑み、共和政維持のために尽力した。また、亡命した元国王タルクィニウスが他のエトルリア人勢力と同盟を結んでローマに侵攻（シルウァ・アルシアの戦い)。ブルトゥスは同僚のプブリウス・ウァレリウス・プブリコラとこれを迎撃し、ローマ軍は勝利したものの、タルクィニウスの息子の一人（Arruns Tarquinius）と刺し違えて命を落とした。

## 死後
ブルトゥスの葬儀はプブリコラによって盛大に執り行われたという。特にローマの妻たちは、ブルトゥスがルクレティアの貞節を汚された事に対して激しく報復した事を思い起こし、実の父に対するのと同じように一年間喪に服したという。
一つ空席となった執政官の座には、ルクレティアの父トリキピティヌスが補充執政官として選出されたものの、高齢のためほどなく死去し、更に補充としてマルクス・ホラティウス・プルウィルスが選出された。
死後も共和政ローマの理念を象徴する者とされ、ガイウス・ユリウス・カエサルが王位への野心を露にしたときには、ブルトゥスの像に「ブルトゥスは最初の執政官となって王を追放したのに、こいつ（カエサル）は執政官を追放して、ついに我々の王位に上り詰めた」と書かれたと伝わっている。